# Myiodynastes hemichrysus
El bienteveo ventridorado (Myiodynastes hemichrysus), también denominado mosquero vientridorado (en Costa Rica y Panamá), atrapamoscas lagartero (en Colombia), o benteveo de vientre dorado, es una especie de ave paseriforme de la familia Tyrannidae perteneciente al género Myiodynastes. Es nativo del este de América Central y del norte y noroeste de América del Sur.

## Distribución y hábitat

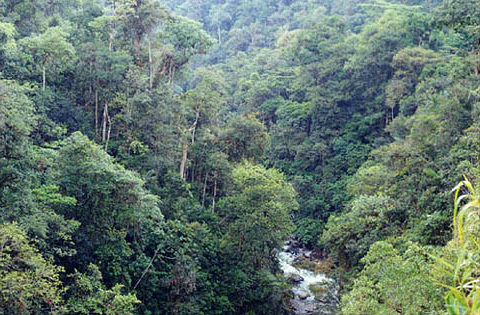
Selva montana en el parque nacional Podocarpus, Ecuador; ejemplo de hábitat de esta especie.

Se distribuye por Costa Rica en la vertiente del Caribe hacia el sur desde el Volcán Miravalles en la cordillera de Guanacaste entre los 700 y 1850 m s. n. m. de altitud y localmente en el lado del Pacífico en las partes más altas de las cordilleras del norte. Asciende en forma local hasta los 2300 m a lo largo de la cordillera de Talamanca; y oeste de Panamá (al este hasta Veraguas); de forma disjunta en el extremo este de Panamá (Darién), en la Sierra Nevada de Santa Marta y en la Serranía del Perijá, y desde el norte de Venezuela, a lo largo de los cordillera de los Andes,  por Colombia, Ecuador, hasta el norte de Perú.
Esta especie habita en el dosel y en los bordes de bosques nubosos. Puede ser particularmente común a lo largo de cursos de agua o caminos, y en los bordes de claros en los bosques o de árboles caídos, también ocupa plantaciones y otros ambiente modificados por el hombre, entre 700 y 2300m de altitud. Frecuenta los bordes y el dosel de los bosques montanos muy húmedos y cargados de epífitas, especialmente a lo largo de ríos y quebradas o en los claros naturales.

## Sistemática

### Descripción original
La especie M. hemichrysus fue descrita por primera vez por el ornitólogo alemán Jean Cabanis en 1861 bajo el nombre científico Hypermitres hemichrysus; su localidad tipo es: «Los Frailes, Costa Rica».

### Etimología
El nombre genérico masculino «Myiodynastes» se compone de las palabras del griego «μυια muia, μυιας muias» que significa ‘mosca’, y «dunastēs » que significa ‘dictador’; y el nombre de la especie «hemichrysus», se compone de las palabras del griego «hēmi» que significa ‘mitad’, y «khrusos» que significa ‘oro, dorado’.

### Taxonomía
Anteriormente fue considerada conespecífica con Myiodynastes chrysocephalus y por mucho tiempo tratada como especie monotípica limitada al este de América Central. Ambas son especies hermanas, con base en análisis morfológicos y genético-moleculares, pero las relaciones entre las varias subespecies no estaban claras. Recientemente, mayormente con base en las similitudes de vocalización, las subespecies minor y cinerascens, tradicionalmente incluidas en Myiodynastes chrysocephalus han sido asignadas a la presente, lo que expandió enormemente su área de distribución.

### Subespecies
Según las clasificaciones del Congreso Ornitológico Internacional (IOC) y Clements Checklist/eBird se reconocen tres subespecies, con su correspondiente distribución geográfica:
- Myiodynastes hemichrysus hemichrysus (Cabanis), 1861 – desde Costa Rica al sur desde el volcán Miravalles en la  cordillera de Guanacaste, hasta el oeste de Panamá, al este hasta Veraguas.
- Myiodynastes hemichrysus minor Taczanowski & Berlepsch, 1885 – este de Panamá (Darién) a través de los Andes de Colombia y Ecuador hasta el norte de Perú (al norte del río Marañón).
- Myiodynastes hemichrysus cinerascens Todd, 1912 – norte de Colombia desde la Sierra Nevada de Santa Marta y la Serranía del Perijá a las montañas del oeste y norte de Venezuela, al este hasta Sucre y norte de Monagas.